# Lao
Lao eller laotiska är officiellt språk i Laos och talas också i nordöstra Thailand.. Lao är ett tonspråk.
Lao är nära besläktat med thai. Skillnaderna mellan nordöstliga thais dialekter och laotiska anses vara mer politiska än lingvistiska.

## Dialekter
Lao kan indelas i fem huvudsakliga dialekter:
- Vientianelao (Vientiane)
- Nordlig lao (Luang Prabang)
- Nordöstlig lao (Xieng Khouang)
- Central lao (Khammouan)
- Sydlig lao (Champasak)

Samt även isan-språket i Thailand.

## Alfabetet
Huvudartikel: Laotisk skrift
Alfabetet ser ut som det äldre sättet att skriva thai. Detta beror på att när man konstruerade det laotiska alfabetet tog man det thailändska som bas, men sedan dess har man i Thailand "moderniserat" bokstävernas utseende lite. En skillnad är också att man slopat alla extra bokstäver som betecknar samma ljud, medan man i Thailand behållit udda bokstäver så att man kan se att orden är lånord.

## Språkpolitik
Efter att kommunisterna störtat monarkin 1975 förbjöds bokstaven R, eftersom den ansågs för västlig. Förbudet gällde även retroaktivt, vilket innebar att namn med R, även historiska, tvingades att omstavas med L istället.. Förbudet hävdes nyligen.[när?] På grund av media på thai, som använder R, internet och varumärken, såsom Prada och Rolex, har R börjats använda igen framför allt av de unga.

## Språkträd
- Tai–kadaispråk (70 olika språk) 
  - Kam-Taispråkgrenen (59 olika språk) 
    - Be-Taispråkgruppen (49 olika språk) 
      - Tai-Sekspråkgruppen (48 olika språk) 
        - Taispråken (47 olika språk) 
          - Sydvästliga taispråk (29 olika språk) 
            - Östligt centrala taispråk i den sydvästliga gruppen (21 olika språk) 
              - Chiang Saengspråk (8 olika språk) 
                - Lao